# Свято-Миколаївська церква (Лебедин)
Свято-Миколаївська церква у Лебедині — православний храм Сумської єпархії Української Православної Церкви (Московського Патріархату). Збудований у так званому цегельному стилі на початку ХХ століття. Знаходиться за адресою: вул. Миколаївська, 1(до перейменування-вул. Щербакова). Миколаївська церква є пам'яткою архітектури місцевого значення і має охоронний № 102-См/211.

## Опис
Храм представляє із себе цегляну, хрестоподібну в плані однокупольну церкву з напівкруглою вівтарною апсидою. Чотири опірні пілони суміщені з внутрішніми кутами хреста. З західного боку до церкви прибудована висока дзвіниця. Церква є архітектурною домінантою Лебедина, її видно з багатьох найвіддаленіших місць міста.
Храм побудовано в цегляному стилі, який доповнюється гармонічним поєднанням псевдоруського стилю та ренесансної архітектури. Численні карнизи, арки і сухарики, на прикладі яких можна чудово бачити це поєднання цих стилів, виповнені з профільно обробленої червоної цегли. Будівля храму завершується потужним центральним барабаном з широкими арочними вікнами, а висока триярусна ажурна дзвіниця, яка переходить від четверика через восьмерик до циліндричного завершення, вінчається сферичним куполом.